# 105
105（百五、ひゃくご、ももいつ）は自然数、また整数において、104の次で106の前の数である。

## 性質
- 105 は合成数であり、約数は 1, 3, 5, 7, 15, 21, 35, 105 である。
  - 相異なる3つの奇素数を約数に持つ最小の数である。次は385。
    - この3つの奇素数は三つ子素数で唯一の差が2の組 (3, 5, 7) である。

  - 約数の和は192。
    - 約数関数から導き出される数列 {\displaystyle a_{n}=\sigma (a_{n-1})} はその初期値によって異なる数列になる。異なる数列になる14番目の初期値(最小の値)を表す数である。1つ前は85、次は146。(ただし1を除く)(オンライン整数列大辞典の数列 A257348)
- 105 = 1 + 2 + 3 + 4 + 5 + 6 + 7 + 8 + 9 + 10 + … + 13 + 14
  - 14番目の三角数である。1つ前は91、次は120。
    - 三角数において各位の和も三角数になる11番目の数である。1つ前は91、次は120。(オンライン整数列大辞典の数列 A062099)
    - 105 = 3 + 36 + 66 = 6 + 21 + 78
      - 3つの異なる三角数の和で表せる7番目の三角数である。1つ前は91、次は120。(オンライン整数列大辞典の数列 A112353)
- 105 = 3 × 5 × 7
  - 7番目の楔数である。1つ前は102、次は110。
  - 三角数の楔数としては3番目の数である。1つ前は78、次は190。
  - 3連続の素数の積で表される2番目の数である。1つ前は30、次は385。
  - 3連続の奇数の積で表される2番目の数である。1つ前は15、次は315。
  - 楔数の素因数が等差数列になる最小の数である。次は231。(オンライン整数列大辞典の数列 A262723)
  - 105 = (2 × 3 × 5 × 7) ÷ 2
    - n = 4 のときの連続する素数 n 個の積を最小の素数2で割った数とみたとき1つ前の3個は15、次の5個は1155。(オンライン整数列大辞典の数列 A070826)

  - 7までの4つの奇数(1、3、5、7)の最小公倍数である。1つ前の5までは15、次の9までは315。(オンライン整数列大辞典の数列 A025547)
  - 105 = 5 × 21
    - n = 5 のときの n3 − n2 + n の値とみたとき1つ前は52、次は186。(オンライン整数列大辞典の数列 A069778)
    - 105 = 1 × (1 + 4) × (1 + 4 + 16)
      - 初項 1、公比 4 の等比数列の和の総乗とみたとき1つ前は5、次は8925。(オンライン整数列大辞典の数列 A015002)
- 105 = 12 + (12 + 22) + (12 + 22 + 32) + (12 + 22 + 32 + 42) + (12 + 22 + 32 + 42 + 52)
  - 105は最初から5番目までの四角錐数の和である。1つ前は50、次は196。(オンライン整数列大辞典の数列 A002415)
- 105 = 1 × 3 × 5 × 7 
  - 7以下の正の奇数の総乗である。1つ前は15、次は945。(オンライン整数列大辞典の数列 A001147)
    - 二重階乗の記号を使うと 105 = 7!! と表せる。
- 2, 4, 8, 16, 32, 64（105未満の全ての2の累乗数）と105との差は全て素数。すなわち、
  - 105 − 64 = 41
  - 105 − 32 = 73
  - 105 − 16 = 89
  - 105 − 8 = 97
  - 105 − 4 = 101
  - 105 − 2 = 103

となり、41, 73, 89, 97, 101, 103 は全て素数である。このような n 未満の 2 の累乗数との差が全て素数になる n は n ≤ 244 = 17592186044416 では105が最大で、他に4, 7, 15, 21, 45, 75しか知られていない。(オンライン整数列大辞典の数列 A039669)
  - また次の2の累乗数128と105の差は23、256では151でありこれも素数となる。
- 1/105 = 0.0095238… (下線部は循環節で長さは6)
  - 逆数が循環小数になる数で循環節が6になる20番目の数である。1つ前は104、次は112。
- 最小のツァイゼル数。次は1419。
- {\displaystyle {\frac {105}{{\pi }^{4}}}=\left(1+{\frac {1}{2^{4}}}\right)\left(1+{\frac {1}{3^{4}}}\right)\left(1+{\frac {1}{5^{4}}}\right)\left(1+{\frac {1}{7^{4}}}\right)\left(1+{\frac {1}{11^{4}}}\right)\ldots \left(1+{\frac {1}{p^{4}}}\right)\dots }（ただし{\displaystyle p}は素数）。
- 1, −1, 0 以外の係数を持つ円分多項式の最小の次数は105である。
- 各位の和が6になる8番目の数である。1つ前は60、次は114。
- 105 = 12 + 22 + 102 = 42 + 52 + 82
  - 3つの平方数の和2通りで表せる18番目の数である。1つ前は102、次は107。(オンライン整数列大辞典の数列 A025322)
  - 異なる3つの平方数の和2通りで表せる10番目の数である。1つ前は98、次は117。(オンライン整数列大辞典の数列 A025340)
  - 105 = 42 + 52 + 82
    - n = 2 のときの 4n + 5n + 8n の値とみたとき1つ前は17、次は701。(オンライン整数列大辞典の数列 A074563)
- n = 5 のときの 2n と n を並べてできる数である。1つ前は84、次は126。(オンライン整数列大辞典の数列 A235497)
- 105 = 112 − 16
  - n = 11 のときの n2 − 16 の値とみたとき1つ前は84、次は128。(オンライン整数列大辞典の数列 A028566)
- 105 = 132 − 64
  - n = 13 のときの n2 − 64 の値とみたとき1つ前は80、次は132。(オンライン整数列大辞典の数列 A098849)

## その他 105 に関すること
- 西暦105年
- 紀元前105年
- 原子番号105の元素はドブニウム (Db) である。
- 第105代天皇は後奈良天皇である。
- 第105代ローマ教皇はニコラウス1世（在位：858年4月24日～867年11月13日）である。
- クルアーンにおける第105番目のスーラは象である。
- 大相撲の年寄名跡は105家ある。
- 百五減算は和算の数当てゲーム。
- 年始から数えて105日目は4月15日、閏年は4月14日。
- 国鉄105系電車は、国鉄が製造した通勤形の直流電車。
- 三重県津市に本店のある地方銀行、百五銀行。
- 旧約聖書の創世記においてアダムの子セトに子供ができたのはセトが105歳のときだった。